# Willem Noorlander

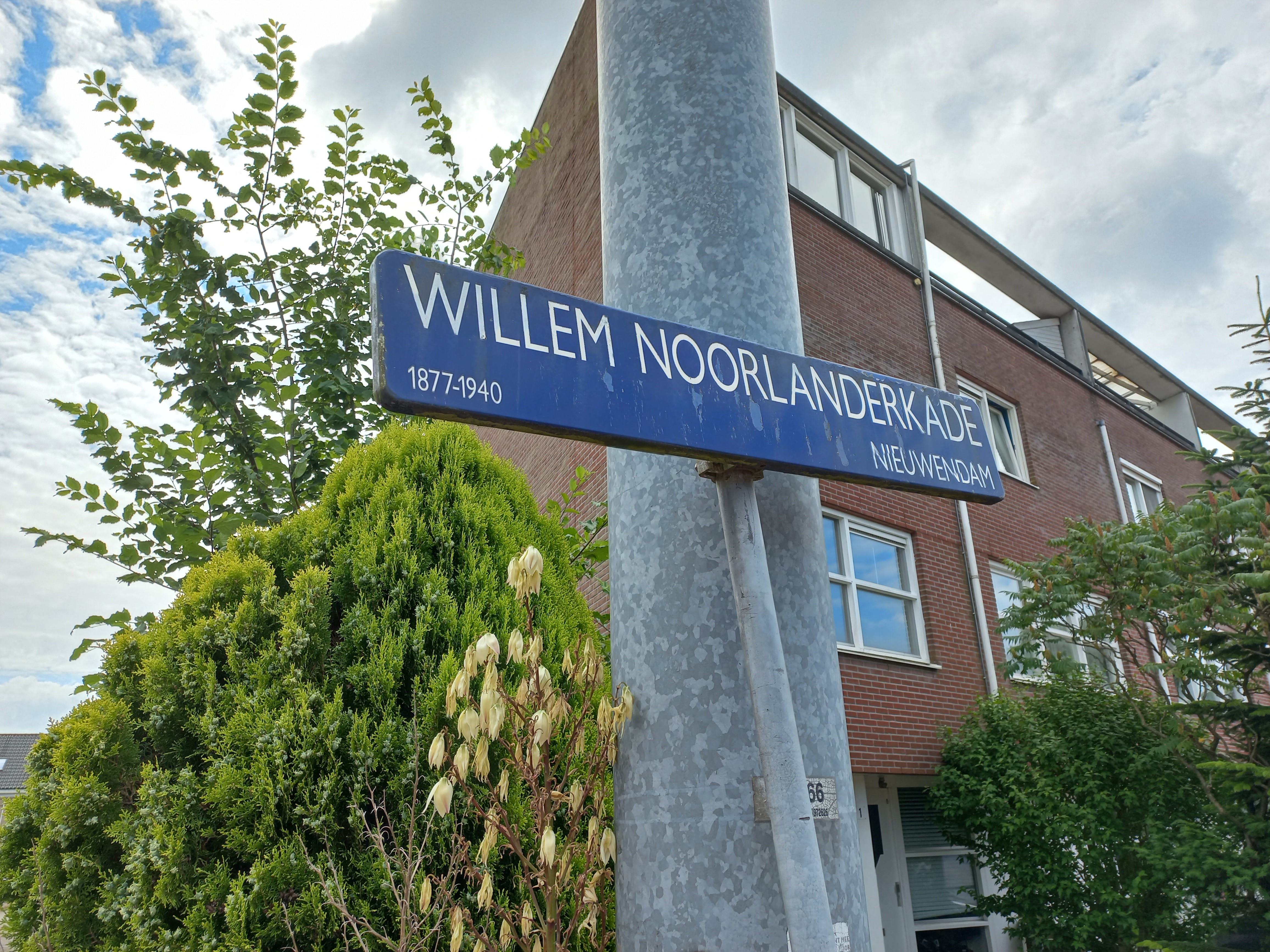
Straatnaambord, Amsterdam (juni 2024)

Willem Noorlander (Kralingen, 17 juni 1877 - Amsterdam, 24 juli 1940) was een Nederlandse architect, die met name in Amsterdam en omgeving werkte, vooral in een sobere variant van de Amsterdamse School met art deco-elementen. De meeste bekendheid verwierf hij als ontwerper van een aantal markante bioscopen.

## Leven en werk
Willem Noorlander werd in 1877 in Kralingen bij Rotterdam geboren. Hij volgde een opleiding tot architect aan het Amsterdamse V.H.B.O. (Voorbereidend Hoger Bouwkunstonderwijs), waar hij de invloed van mensen als Willem Kromhout en H.P. Berlage zou ondervinden. Hij zou het grootste deel van zijn leven in Amsterdam blijven wonen.

### Bioscopen
Bekendheid verwierf Noorlander met zijn bioscoopontwerpen.
Het Ceintuur Theater (1921) aan de Ceintuurbaan in Amsterdam heeft Amsterdamse School-kenmerken, zoals verspringende gevelonderdelen en art-deco-elementen, zoals decoratieve lampen en torentjes. Het meest opvallend is de betonnen gevel, bedoeld voor filmaankondigingen. Dit week af van het gebruikelijke baksteen van andere bouwwerken in Amsterdamse School-stijl.
Het Astoriatheater (1929) aan het Mosplein in Amsterdam-Noord maakte deel uit van een groter complex met woningen en winkels, eveneens ontworpen door Noorlander. Het geheel is opgetrokken in baksteen in een sobere variant van de Amsterdamse School, die eerder aan de Nieuwe Haagse School doet denken. 
Noorlander verbouwde ook het Amsterdamse Rembrandttheater (1937), waarbij de gevel wederom in beton werd opgetrokken. Het theater werd na de verbouwing ook wel de "reuzenschoorsteenmantel van het Rembrandtplein" genoemd vanwege de hoge
blinde gevel.
In de jaren dertig breidde Noorlander het casinotheater in Hilversum uit met een koffiezaal annex dancing. Tevens ontwierp Noorlander een bioscoop in IJmuiden-Oost (1938-1939).

### Woning- en bedrijfsbouw
Noorlander was verantwoordelijk voor een rij villa's langs de Meeuwenlaan (Amsterdam-Noord) (1912), bestemd voor scheepswerfdirecteuren. Ook in 1912 ontwierp hij 25 arbeiderswoningen in de Rozenstraat in traditionalistische stijl.
In 1914-1915 bouwde hij een pakhuis met kantoren aan de Amsterdamse Oudezijds Voorburgwal 216-220 voor tabakshandel Feldmann & Co.
In 1915 realiseerde Noorlander in opdracht van H. Wienhoven het landhuis Eikenhoven in Rijsenburg, een vroeg voorbeeld van een gebouw in de stijl van de Amsterdamse School buiten Amsterdam. Kenmerkend zijn art-deco-elementen zoals de baksteenmotieven in het metselwerk en de zeshoekige raamvormen.
In 1915 bouwde hij een complex met woningen voor woningbouwvereniging Rochdale rond de Hasebroekstraat in de Amsterdamse Kinkerbuurt, in een rationalistische stijl, die deed denken aan die van Berlage.
Op Prinsengracht 540-542 te Amsterdam bouwde hij een garage met bovenwoningen (1917), die aan de Amsterdamse School doet denken.
In Amsterdam-West werkte Noorlander als een van vele architecten mee aan de bouw van de Admiralenbuurt. Hij was verantwoordelijk voor een woningblok aan het Columbusplein/de Postjesweg (ca. 590 woningen en een aantal winkels).

## Familie
Hij was een zoon van Maria van der Graag en Cornelis Noorlander. Zelf trouwde hij in 1900 met Johanna van Beekum. Zijn zoon Cornelis Marinus Johannes Hollander (C.J.M. Hollander, 1903-1944) werkte als bouwkundig tekenaar bij zijn vader en overleed vier jaar na zijn vader. 
Sinds 1996 heeft Amsterdam-Noord een Willem Noorlanderkade, die raakt aan het Daan Roodenburghplein en de Berend Boeyingastraat, vernoemd naar de architecten Jordanus Roodenburgh en Berend Tobia Boeyinga.

## Afbeeldingen

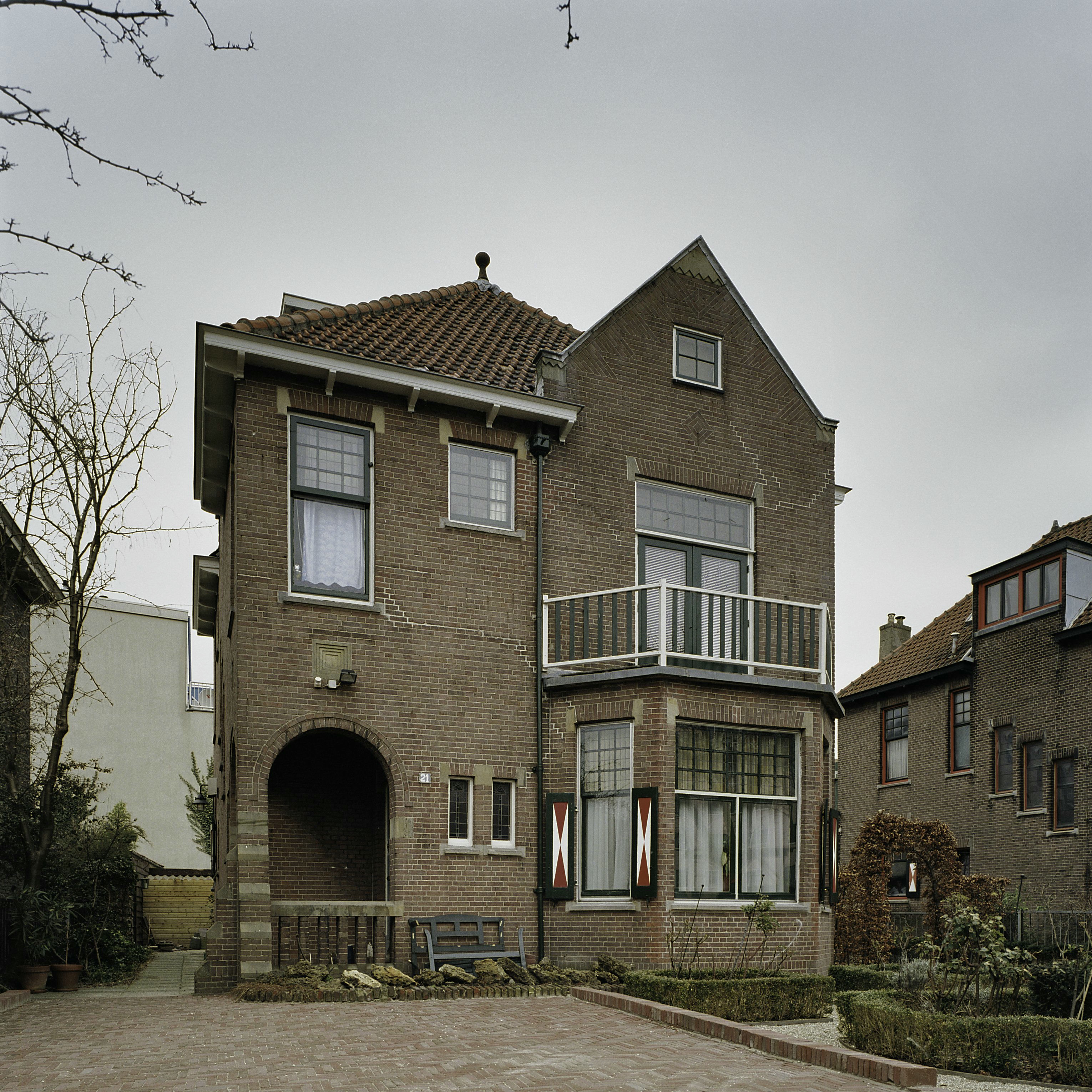
Meeuwenlaan 21, Amsterdam (1912)
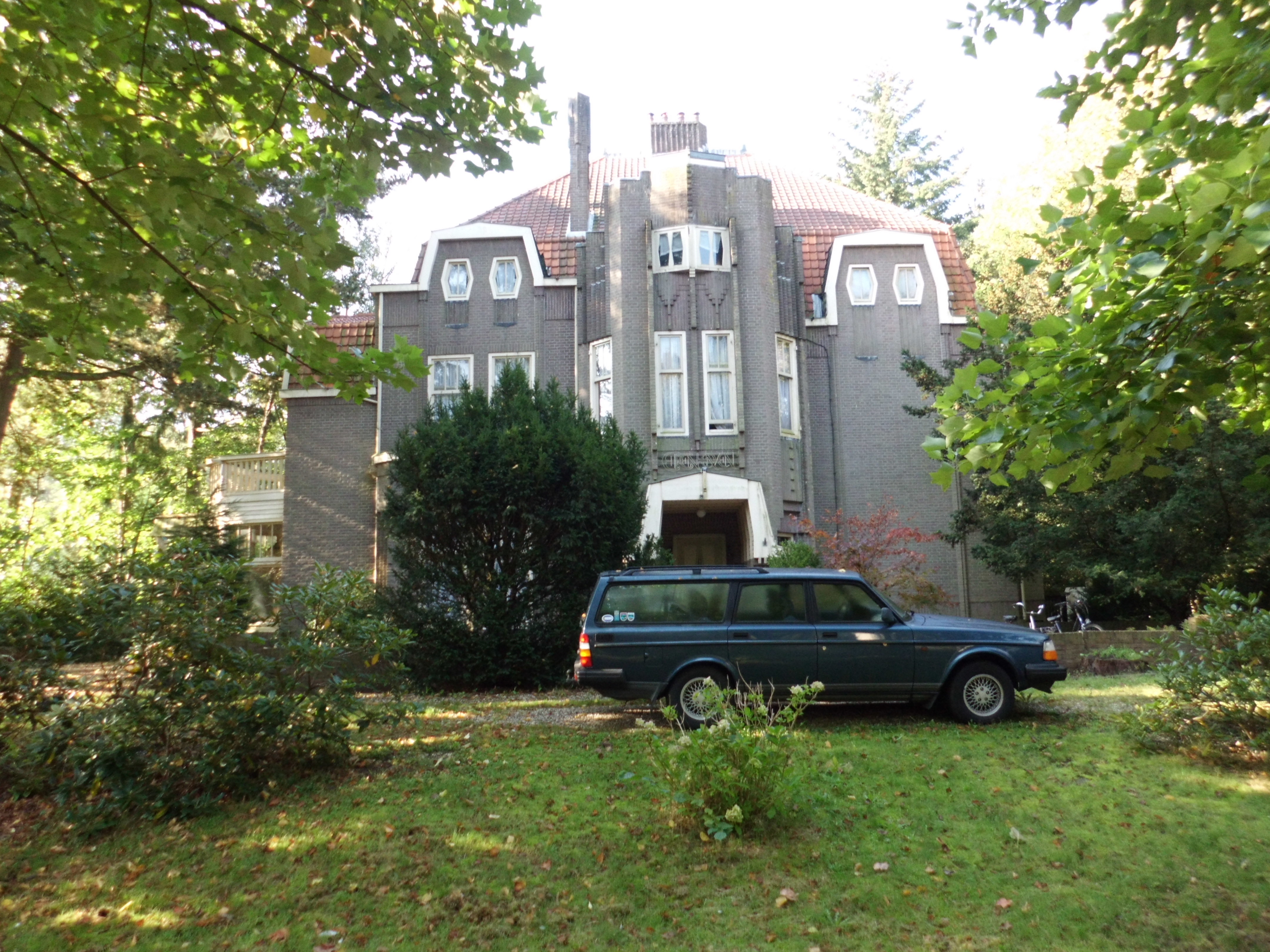
Huize Eikenhoven, Rijsenburg (1915)
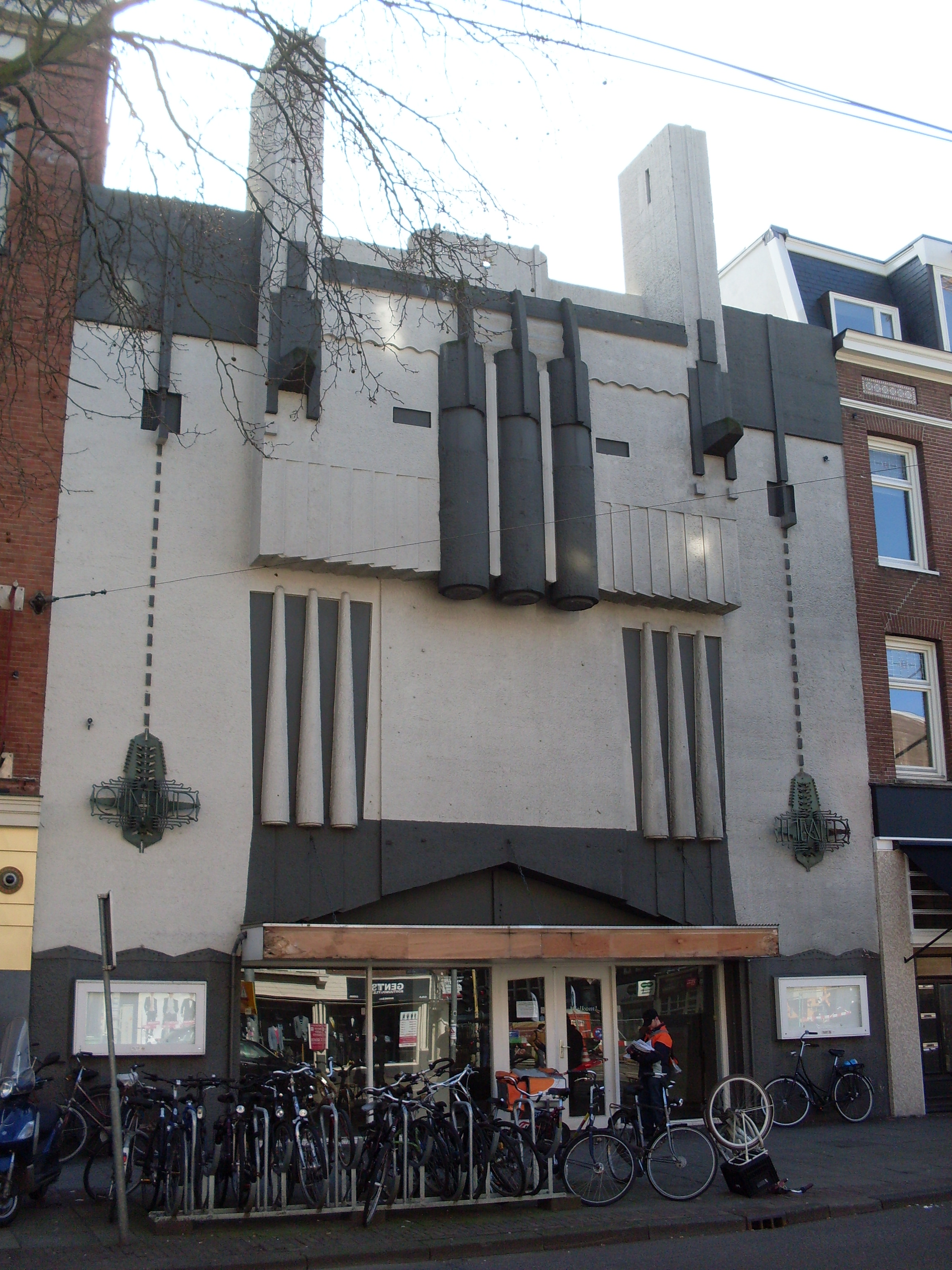
Ceintuur Theater, Amsterdam (1921)
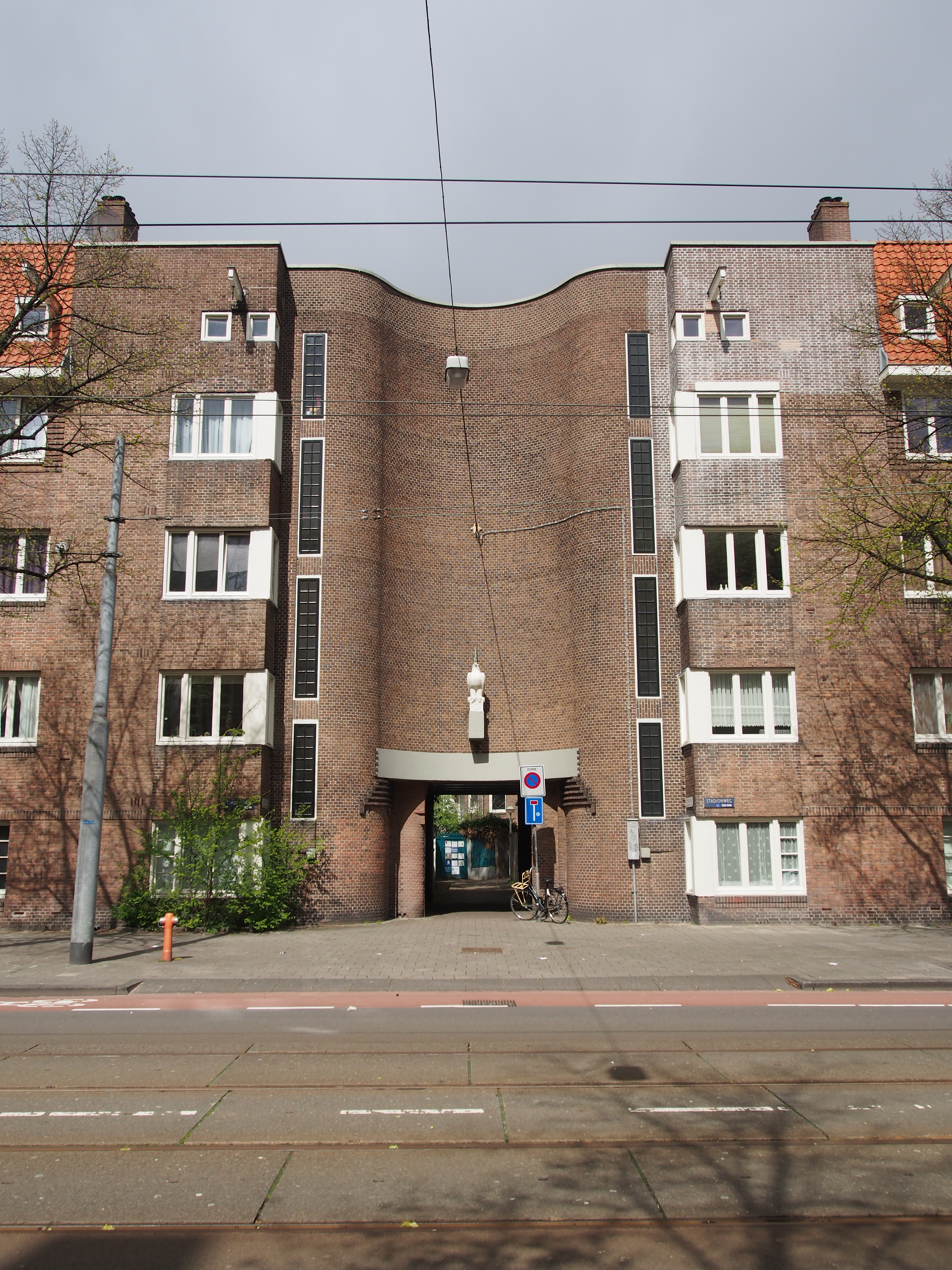
Stadionweg/Hygiëastraat, Amsterdam (tussen 1921-1929)
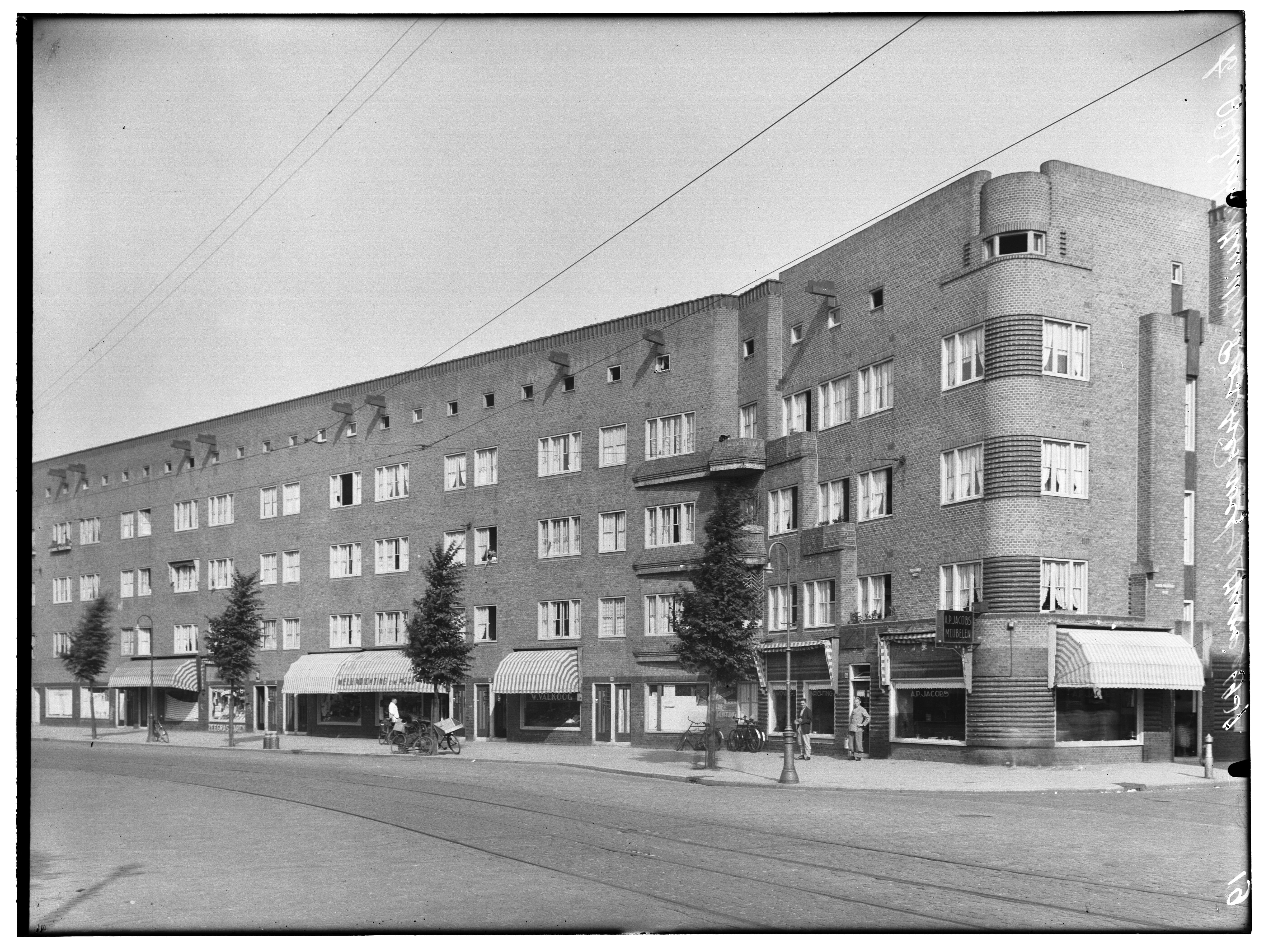
Postjesweg, hoek Marco Polostraat (1924-1925)
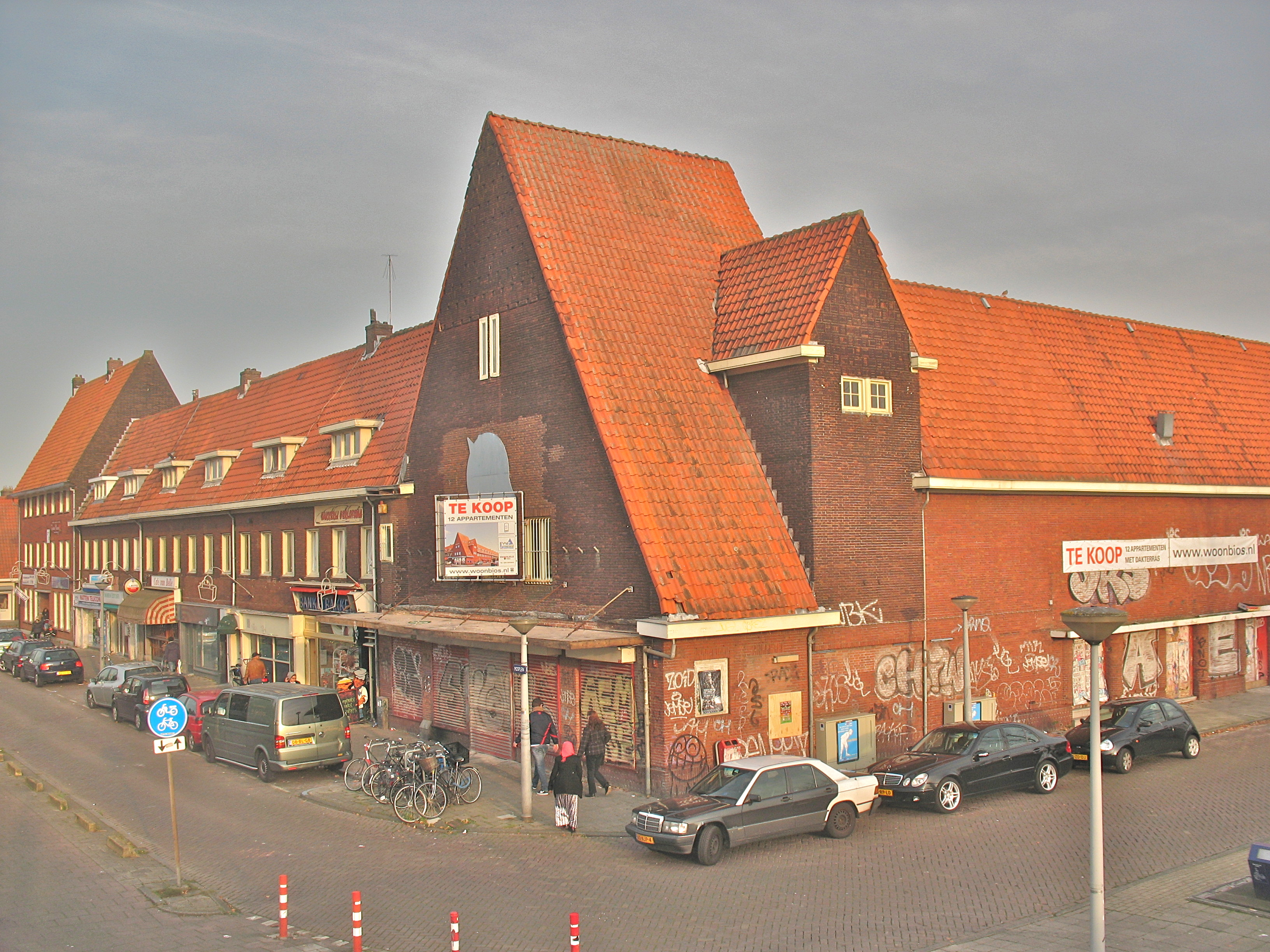
Astoriatheater, Amsterdam (1929)